# 沈朝冠
沈朝冠為中國清朝武官官員，本籍福建。行伍出身的沈朝冠於1823年（道光3年）奉旨接替陳化成，於台灣地區擔任澎湖水師協副將，之後並輾轉擔任兩任該官職。。而隸屬台灣鎮之下的此官職職等為正二品，是台灣清治時期的這階段，扼守台灣海峽的重要武將，並統帥兩標水營，數千名水師兵勇。
| 前任： 陳化成 | 澎湖水師協副將 1823年上任 | 繼任： 常遇恩 |

| 前任： 常遇恩 | 澎湖水師協副將 1830年上任 | 繼任： 孫得發 |